# Parole in circolo
Parole in circolo — третий студийный альбом итальянского автора исполнителя Марко Менгони, выпущенный 13 января 2015 года.

## Об альбоме
По словам самого Марко альбом Parole in circolo должен стать первой частью нового двухдискового проекта.
8 декабря 2014 года альбом стал доступен в предварительном заказе во многих магазинах, торгующих мультимедиа. Притом в некоторых крупных итальянских магазинах за оформление предзаказа покупатель получал определённые бонусы, в каждом магазине свои, например: в iTunes Store при оформлении предзаказа покупатель получал бонусом новую песню Se sei come sei уже 1 января 2015, а в интернет-магазине amazon.it покупатель при заказе мог получить бонусом к альбому грампластинку с синглом Guerriero всего за 1 евро. Кроме того в магазине iTunes Store до даты релиза альбома вместо плейлиста было опубликовано специальное послание от Марко.

## Список композиций
| №   | Название                 | Автор(ы)                                       | Длительность |
| --- | ------------------------ | ---------------------------------------------- | ------------ |
| 1.  | «Guerriero»              | M.Mengoni, F.Zampaglione, M.Canova Iorfida     | 4:04         |
| 2.  | «Esseri umani»           | M.Mengoni, M.Valli                             | 3:32         |
| 3.  | «Invincibile»            | M.Mengoni, E.Meta, M.Buzzanca                  | 3:27         |
| 4.  | «Io ti aspetto»          | M.Mengoni, E.Meta, D.Faini                     | 3:47         |
| 5.  | «La neve prima che cada» | M.Mengoni, E.Meta, D.Faini                     | 3:55         |
| 6.  | «Come un attimo fa»      | M.Mengoni, N.Jean Martine, A.Argyle, M.Brammer | 3:24         |
| 7.  | «Ed e per questo»        | M.Mengoni, F.Zampaglione                       | 3:34         |
| 8.  | «Se sei come sei»        | A.Raina, M.Buzzanca                            | 3:25         |
| 9.  | «Se io fosse te»         | L.Carboni, Coffee, Busbee                      | 3:28         |
| 10. | «Mai e per sempre»       | M.Mengoni, M.Valli                             | 3:44         |

| №   | Название          | Автор(ы)                                        | Длительность |
| --- | ----------------- | ----------------------------------------------- | ------------ |
| 11. | «Time of my life» | Norma Jean Martine, Adam Argyle, Martin Brammer | 3:23         |

| №   | Название         | Длительность |
| --- | ---------------- | ------------ |
| 11. | «For You I Will» | 3:26         |

## Чарты
| Чарт                | Максимальная позиция |
| ------------------- | -------------------- |
| FIMI                | 1                    |
| Schweizer Hitparade | 14                   |

### Сертификация
| Страна | Сертификация   | Продажи  |
| ------ | -------------- | -------- |
| FIMI   | 3 x Платиновый | 150 000+ |